# Lisa Lindström
Lisa Kristina Lindström, född 4 oktober 1973 i Mölndal, är en svensk företagare.
Lindström utbildade sig på journalistlinjen på Ljungskile folkhögskola 1993–1994 samt på yrkeshögskolan för digitala och interaktiva medier Hyper Island i Karlskrona.
Hon började 2000 som affärsutvecklare på Doberman i Stockholm, ett konsultföretag för webbdesign, och har varit dess verkställande direktör sedan 2001. Tillsammans med kollegor köpte hon 2003 ut företaget från Europolitan Vodafone.

## Priser och utmärkelser
- 2013: Kungliga Patriotiska Sällskapets näringslivsmedalj[6]